# Saarloq
Saarloq er en grønlandsk bygd med ca. 50 indbyggere i Kujalleq Kommune på den sydlige del af Grønlands vestkyst. Indtil januar 2009 tilhørte bygden Qaqortoq Kommune. 
Byens skole Atuarfik Saarloq blev bygget i midten af 1970'erne, og siden da er antallet af indbyggere gået nedad fra ca. 100 indbyggere i 1983 til ca. 50 i dag. Derfor har skolen kun 5-6 elever. Skolen består af et klasserum og et tilhørende kontor.
60°32′15″N 46°01′37″V / 60.5376°N 46.0269°V